# Marion Reef (Queensland)

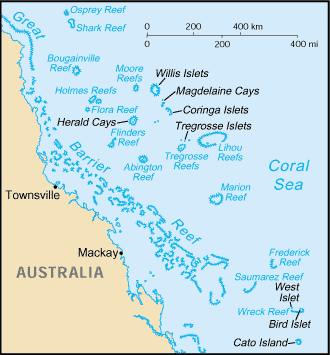
Riffe im Korallenmeer, Marion Reef rechts der Mitte

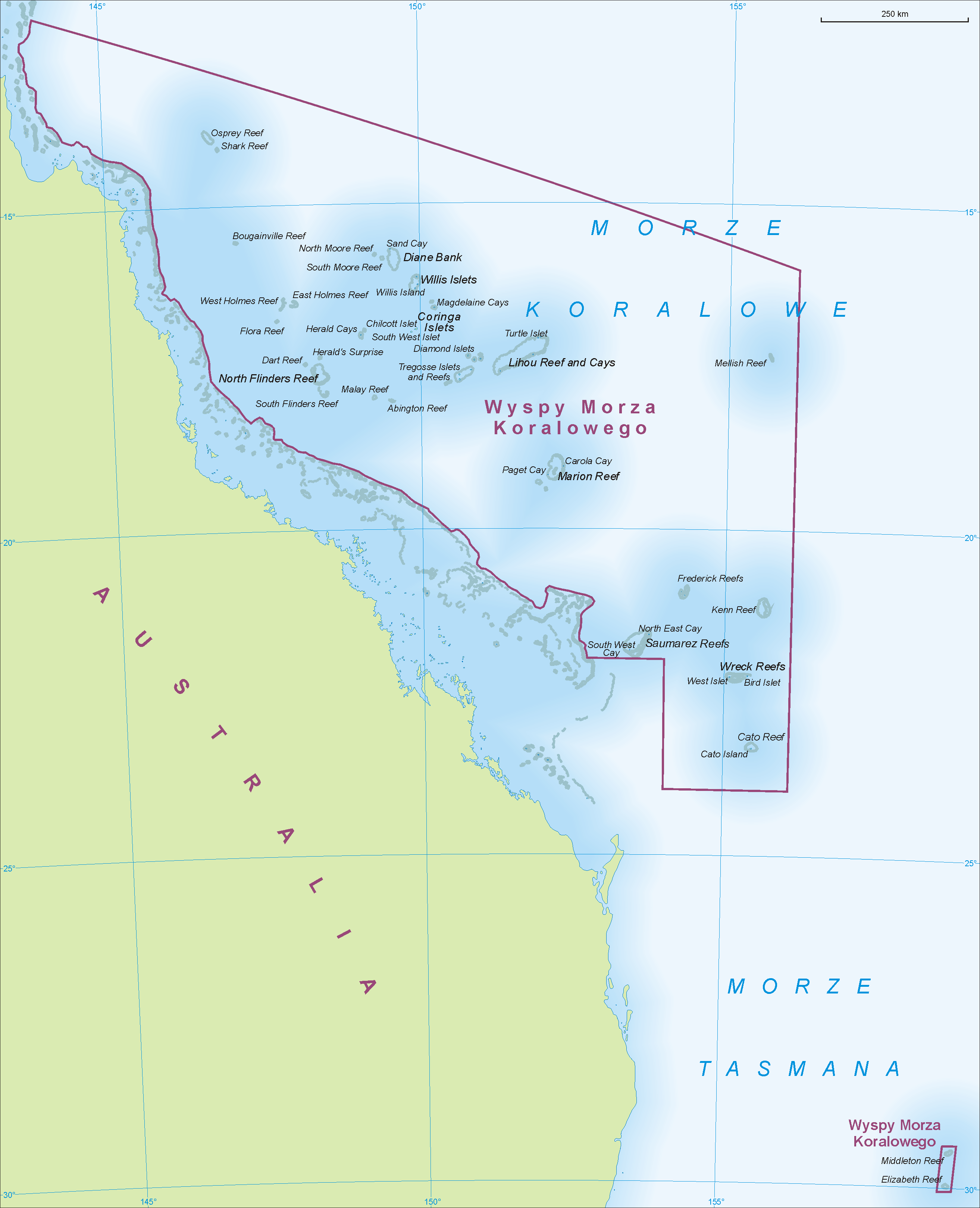

Marion Reef ist ein Riff im Korallenmeer östlich von Australien. Es liegt zentral zwischen der Nord- und Südgruppe der Korallenmeerinseln. Das nächstgelegene Land liegt im Lihou Reef, etwa 190 km nördlich; etwa 200 km südlich befinden sich die Swain Reefs. Im Westen liegt das Große Barriereriff in 180 km Entfernung. Die Inseln im Marion Reef sind nach denen im Mellish Reef die abgelegensten im Korallenmeer.
Das Riff ist annähernd rund, etwas verlängert in Nord-Süd-Richtung, und hat etwa 35 km Durchmesser. In der Mitte befindet sich eine tiefe Lagune. Es besteht aus drei direkt aneinander anschließenden größeren Riffen auf der östlichen Seite, die eine Hufeisenform bilden, darunter Long Reef im Südosten und Wansfell Reef im Süden/Südwesten. An den schmalen Korallenriffen im Norden, Osten und Süden brechen die Wellen zu allen Gezeiten. Im Nordosten des Riffs gibt es zwei Öffnungen, am südwestlichen Ende eine weitere. Auf der Westseite liegen drei kleinere, isolierte Riffe.
Es gibt drei permanente Inseln im Marion Reef: Carola Cay (19° 6′ 0″ S, 152° 23′ 0″ O), nördlich von Long Reef, ist etwa einen bis zwei Hektar groß und 3,7 m hoch; Paget Cay (19° 15′ 0″ S, 152° 21′ 0″ O) im südlichen Long Reef, 12 km südsüdwestlich von Carola Cay, schmal mit einer Länge von etwa 300 m und einer Höhe von 1,5 m; und das kleine Brodie Cay am südöstlichen Ende von Wansfell Reef, etwa 3 m hoch. Im Norden liegt North West Cay, eine von mehreren nicht permanenten Eilanden. Bei Niedrigwasser werden große Teile von Marion Reef sichtbar, der Tidenhub beträgt etwa 1,5 m.
Marion Reef befindet sich auf dem submarinen Marion-Plateau, das durch den Townsville-Graben vom größeren Queensland-Plateau getrennt ist. Die Inseln bestehen aus Sand und Korallenbruch und sind vegetationslos. Es nisten dort Schildkröten und Seevögel wie Rotfußtölpel, Maskentölpel, Weißbauchtölpel und Fregattvögel. Im Riff findet sich neben Korallen und vielen Fischen auch eine sehr große Population an Seeschlangen, mit etwa 40 Tieren pro Hektar die höchste Dichte im Südwestpazifik. Im September 2012 wurde eine Studie der Reef Life Survey durchgeführt, die auf einem Transekt von 5000 m² 54 Fischarten feststellte. Die benthale Korallenbedeckung war mit etwa 21 % recht niedrig im Vergleich zu anderen Riffen.
Marion Reef liegt innerhalb des Coral Sea Marine Park. Auf Carola Cay wurde ein weißer Metallturm mit einem auf Stelzen stehenden Hochcontainer errichtet, in dem sich eine automatische Wetterstation des Bureau of Meteorology und ein Navigationslicht befinden. In der Nähe von Paget Cay liegt ein Schiffswrack. Einige Touristenboote, wie die MV Norval, bieten Fischereitouren am Marion Reef an.